# World Soundtrack Award/Lifetime Achievement Award
Mit dem Lifetime Achievement Award werden seit 2001 bei den jährlich stattfindenden World Soundtrack Awards herausragende Filmkomponisten ausgezeichnet.

## Preisträger
- 2001: Elmer Bernstein
- 2002: George Martin
- 2003: Maurice Jarre
- 2004: Alan Bergman und Marilyn Bergman
- 2005: Jerry Leiber und Mike Stoller
- 2006: Peer Raben
- 2007: Mikis Theodorakis
- 2008: Angelo Badalamenti
- 2009: Marvin Hamlisch
- 2010: John Barry
- 2011: Giorgio Moroder
- 2012: Pino Donaggio
- 2013: Riz Ortolani
- 2014: Francis Lai
- 2015: Patrick Doyle
- 2016: Ryuichi Sakamoto
- 2017: David Shire
- 2018: Philippe Sarde
- 2019: Krzysztof Penderecki
- 2019: Frédéric Devreese[1]
- 2021: Eleni Karaindrou[2]